# Salaria basilisca
Salaria basilisca — вид риб родини Собачкових (Blenniidae). Морська субтропічна демерсальна риба, що сягає максимальної довжини 18 см.

## Ареал
Зустрічається в Середземному морі біля берегів Тунісу і Туреччини, також в Адріатиці.